# Mustapha Bidoudane
Mustapha Bidoudane (arabisch مصطفى بيضوضان, DMG Muṣṭafā Bīḍūḍān; * 18. Juni 1976) ist ein ehemaliger marokkanischer Fußballspieler.

## Karriere
1995 begann Bidoudane beim FUS Rabat und spielte dort vier Jahre. Im Jahr 2000 wechselte er zu Al-Shabab nach Saudi-Arabien, für die er ein Jahr lang Fußball spielte. Anschließend kam er wieder zum FUS Rabat. Von 2002 bis 2006 kickte er bei Raja Casablanca, die 2004 marokkanische Meister wurden und 2003 den CAF Cup gewannen. 2005 wurde er an den russischen Verein FK Rostow ausgeliehen. Nach einer Saison bei Maghreb Fez stand er 2007 beim Club Africain Tunis unter Vertrag. Danach kehrte er endgültig nach Marokko zurück. Von 2007 bis 2011 spielte er für den Wydad AC Casablanca, die 2008 und 2009 ins Finale des Arab Club Champions Cups gelangten und 2009/10 Meister wurden. Nach Einsätzen für Kawkab Marrakesch und IZK Khémisset beendete Bidoudane 2014 seine Laufbahn bei US Salé. Er wurde dreimal Torschützenkönig der marokkanischen Meisterschaft.
International kam Bidoudane 24 Mal zum Einsatz und erzielte dabei sieben Tore (Stand: 29. Dezember 2007). Von 2000 bis 2003 spielte er in der Marokkanischen Nationalmannschaft. Für diese erzielte er zwei Tore, eines davon 2002 gegen Äquatorialguinea bei der Qualifikation zum Afrika-Cup 2004. Beim Afrika-Cup 2004 selbst gehörte er zum Kader, ohne eingesetzt zu werden. Nachdem dort Marokko ins Finale gelangt war, wurde Bidoudane wie seine Teamkollegen von Mohammed VI. mit dem nationalen Orden „Wissam Al Arch“ (Klasse Ritter) ausgezeichnet.